# ناحیه شکارپور
ناحیه شکارپور (به انگلیسی: Shikarpur District) یکی از ناحیه‌های پاکستان در پاکستان است که در ایالت سند واقع شده‌است. ناحیه شکارپور ۲٬۶۴۰ کیلومتر مربع مساحت و ۱٬۲۳۱٬۴۸۱ نفر جمعیت دارد.